# Mary Ann Bevan
Mary Ann Bevan (Londres, 20 de dezembro de 1874 – Coney Island, 26 de dezembro de 1933) foi uma enfermeira inglesa que, após desenvolver acromegalia, começou a se apresentar em espetáculos de circo como "a mulher mais feia do mundo".

## Primeiros anos
Mary Ann Webster foi uma das oito crianças nascidas em uma família da baixa classe trabalhadora de Plaistow, Newham, leste de Londres. Mais tarde, ela se tornou enfermeira. Em 1902, casou-se com o florista Thomas Bevan, com quem teve quatro filhos, duas meninas e dois meninos. Thomas Bevan morreu repentinamente em 1914, vitimado por um derrame.

## Doença e carreira posterior

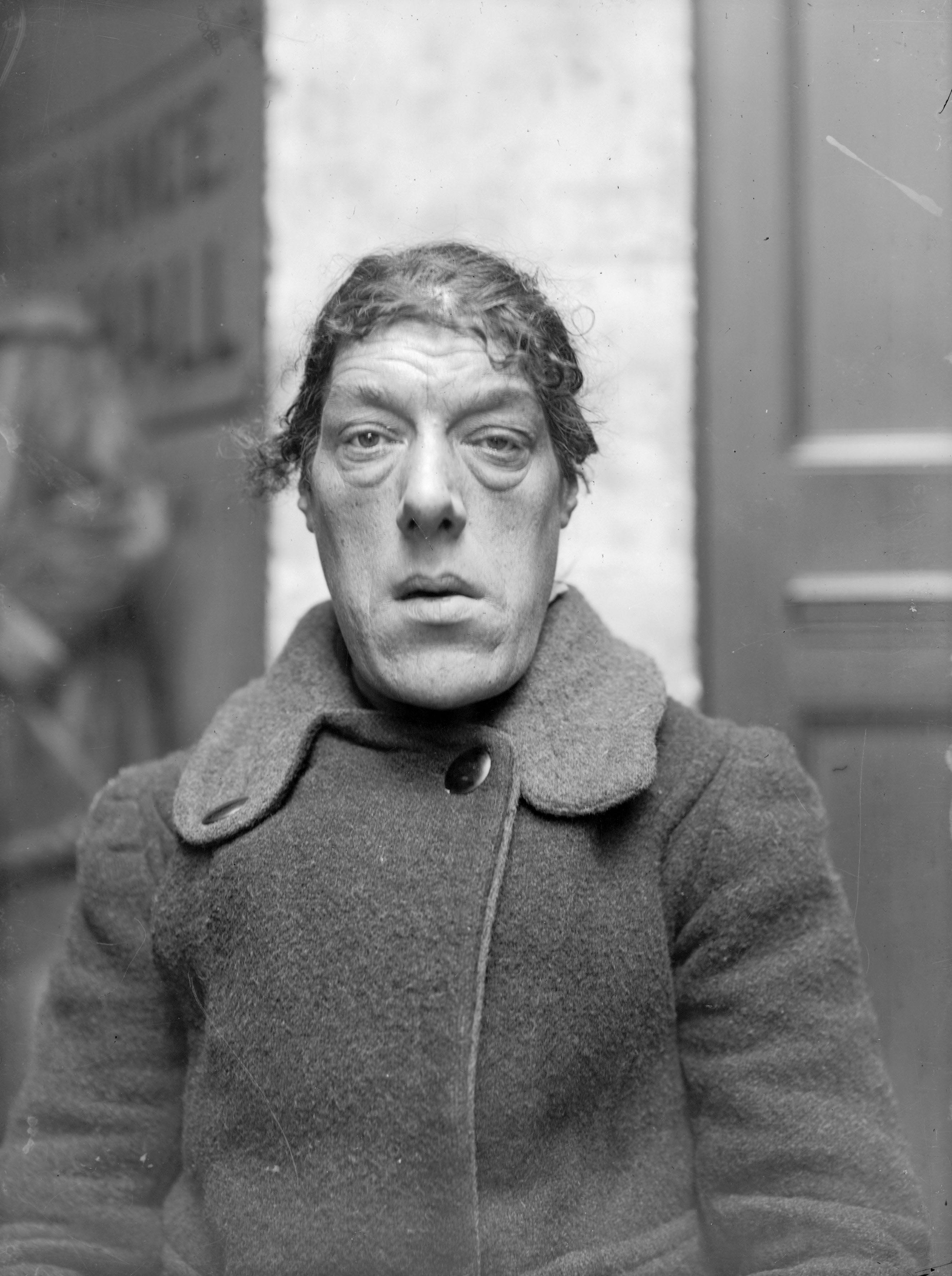
Mary Ann Bevan, a "mulher mais feia do mundo"

Mary Bevan começou a apresentar sintomas de acromegalia em 1906, por volta dos 32 anos. Na época, nada pode fazer pela falta de um tratamento. Ela começou a sofrer de crescimento anormal e distorção facial, além de fortes dores de cabeça e enfraquecimento da visão. Após a morte do marido em 1914, ela não tinha mais renda para sustentar a si mesma e seus quatro filhos. Bevan decidiu então se apresentar em circos como a "Mulher Mais Feia", a fim de conseguir sustentar seus filhos.
Em 1920, ela foi contratada pelo showman estadunidense Samuel W. Gumpertz para se apresentar no "Freak Show Dreamland", em Coney Island, uma espécie de show de horrores, tornando-se motivo de piadas. Ela também fez aparições no Ringling Brothers Circus, em Wisconsin. Permaneceu atuando em Coney Island, distrito de Nova York, até sua morte, ocasionada por consequências de seus problemas hormonais. Mary Bevan está sepultada nos cemitérios de Brockley e Ladywell, no sul de Londres.

## Controvérsias
No início dos anos 2000, a imagem de Bevan foi usada pela Hallmark Cards em um cartão de aniversário no Reino Unido.
O cartão fazia referência ao programa de namoro televisivo Blind Date. Posteriormente, um médico holandês apresentou uma queixa de que isso era desrespeitoso para com uma mulher que havia ficado deformada em consequência de uma doença. A Hallmark concordou que era inapropriado e interrompeu a distribuição do cartão.